# Cispius strandi
Cispius strandi là một loài nhện trong họ Pisauridae.
Loài này thuộc chi Cispius. Cispius strandi được Lodovico di Caporiacco miêu tả năm 1947.